# جورجينا هاغن
جورجينا هاغن (بالإنجليزية: Georgina Hagen)‏ هي ممثلة بريطانية، ولدت في 21 يونيو 1991 في لندن في المملكة المتحدة.

## وصلات خارجية
- جورجينا هاغن على موقع IMDb (الإنجليزية)
- جورجينا هاغن على موقع ألو سيني (الفرنسية)
- جورجينا هاغن على موقع ميوزك برينز (الإنجليزية)
- جورجينا هاغن على موقع قاعدة بيانات الفيلم (الإنجليزية)
- جورجينا هاغن على موقع كينوبويسك (الروسية)